# Josefa Hijosa
Josefa Hijosa (Madrid, 19 de març de 1839 – 1 de març de 1899), coneguda també com a Pepita Hijosa, va ser una actriu espanyola.
Nascuda a Madrid el 19 de març de 1839. Era d'origen humil, la seva mare atenia una parada de pa. Fou primera actriu de les companyies de Romea, Manuel Catalina i Delgado al Teatro del Príncipe. Actriu predilecta de Narciso Serra, escrigué per a ella moltes obres, entre les quals destaca el sainet A la puerta de un cuartel. També representà teatre clàssic com El alcalde de Zalamea i La niña boba. Ricardo Sepúlveda n'elogia les seves habilitats i la forma de conduir-se sobre l'escenari, superant amb escreix altres actrius de la seva època. Va ser molt estimada per la resta d'actors i molt aplaudida pel públic.
En l'àmbit personal es va casar amb l'actor Ricardo Morales, de qui se separà al cap del temps per incompatibilitat de la feina com a actriu i la vida domèstica. Com a resposta a la decepció sentimental, va continuar sobre els escenaris fins a la maduresa, interpretant, per exemple, una comèdia de Josep Feliu i Codina. Després de retirada, tornà als escenaris contractada per María Guerrero al Teatro Español, representant el seu darrer paper a La real moza.
Malalta de gravetat des de 1898, els darrers mesos de vida els va passar al Sanatori de Nuestra Señora del Rosario de Madrid, on pogué estar-s'hi gràcies a la caritat de l'actor gadità Emilio Mario, on va intentar guarir-se de la malaltia sense èxit i de la qual, finalment, va morir l'1 de març de 1899. El seu funeral es va celebrar a la capella dels Còmics, congregació que va pagar les despeses, a la parròquia de San Sebastián.